# ماساكازو كودا
ماساكازو كودا (باليابانية: 幸田 将和) (مواليد 12 سبتمبر 1969)، هو لاعب كرة قدم ياباني سابق كان يلعب كمدافع.

## وصلات خارجية
- ماساكازو كودا على موقع رابطة كرة القدم اليابانية للمحترفين (اليابانية)
- ماساكازو كودا على موقع عالم كرة القدم.نت (الإنجليزية)